# Drumul (roman)
Drumul (în engleză The Road) este un roman scris de către scriitorul american Cormac McCarthy în anul 2006. Acțiunea, care se desfășoară într-o lume post-apocaliptică afectată de o catastrofă nenumită, urmează pașii unui tată și a fiului său de-a lungul unei perioade de timp de câteva luni, în încercarea acestora de a supraviețui. Scriitorul a câștigat cu această carte Premiul Pulitzer pentru ficțiune în 2007.
Cartea a fost ecranizată sub același nume în 2009. Filmul a fost regizat de John Hillcoat⁠(en)[traduceți], și îi are în prim-plan pe Viggo Mortensen și Kodi Smit-McPhee⁠(en)[traduceți].

## Desfășurare
Un tată și fiul său luptă să supraviețuiască într-un decor post-apocaliptic sumbru, la câțiva ani după ce un dezastru major a distrus cea mai mare parte a globului. Natura este acoperită cu un strat gros de cenușă, iar animalele lipsesc cu desăvârșire. Mulți dintre supraviețuitori au recurs la canibalism. Mama băiatului, însărcinată cu el la momentul dezastrului, renunțată a mai spera și se sinucide cu puțin timp înainte de începerea poveștii, în ciuda protestelor tatălui. O mare parte din carte este scrisă la persoana a treia. Scriitorul nu dezvăluie numele celor două personaje principale, ci face referire la ei ca la „omul” și „băiatul”.
Realizând că, dacă rămân pe loc, șansele lor de a supraviețui sunt nule, cei doi hotărăsc să o ia către Sud, înspre țărm. În timp ce străbat drumurile pustii, omul începe să tușească din ce în ce mai tare, scuipând sânge. Își dă seama că e pe moarte, însă continuă să lupte pentru a-și proteja fiul de orice amenințare.
Alături de hrană și de pături, mai poartă cu ei un revolver cu două gloanțe. Tatăl îi spune băiatului să se sinucidă în caz de pericol, pentru a nu cădea în mâinile canibalilor. În timpul călătoriei, tatăl se vede nevoit să folosească un glonț pentru a ucide un om și a scăpa dintr-o situație critică. În fuga lor de tovarășii celui ucis, trebuie să abandoneze aproape tot ce au. Când sunt aproape de a muri de foame, omul găsește un buncăr subteran ascuns, plin cu alimente, haine noi și alte bunuri. Fiind amplasat, însă, într-o zonă mult prea expusă, cei doi îl abandonează peste câteva zile.
De-a lungul întregii călătorii, omul îl reasigură pe băiat că ei sunt „băieți buni”, care poartă cu ei „flacăra”. Pe parcursul poveștii, cei doi caută încontinuu hrană și adăpost, ferindu-se în același timp de bandele de canibali. Ajung să fie martorii unor scene macabre precum un bebeluș gătit la proțap sau o pivniță plină de oameni folosiți pe post de hrană de către canibali.
Deși ajung în cele din urmă la malul mării, situația lor nu se îmbunătățește. Hotărăsc să se întoarcă, dar tatăl cedază în cele din urmă bolii. Înainte de a muri, el îi spune băiatului că poate să vorbească, în mintea lui, cu el în continuare, chiar și după ce acesta „va pleca”. Băiatul stă lângă trupul neclintit al tatălui său timp de câteva zile, neștiind ce să facă în continuare.
În cea de-a treia zi de după moartea tatălui său, băiatul întâlnește un bărbat care îi spune că îi urmărea de ceva vreme. Bărbatul, care are și el o soție, un băiat și o fată, îl convinge pe băiat că și el este unul dintre „băieții buni”, luându-l astfel în grija lui.

## Sursa de inspirație
Într-un interviu cu Oprah Winfrey, McCarthy menționează că inspirația pentru carte a venit în 2003, în timpul unei vizite în El Paso, Texas, alături de fiul său cel mic. Încercând să-și de seama cum ar putea arăta orașul în 50 sau 100 de ani, el și-a imaginat „focuri pe dealuri”, lucru ce l-a făcut să se gândească la fiul lui. A luat câteva notițe, însă nu s-a mai întors la ele până peste câțiva ani, pe când era în Irlanda. În acel moment a scris tot romanul, pe care l-a dedicat fiului său, John Francis McCarthy.

## Premii și nominalizări
În 2006, McCarthy a câștigat premiul James State Black Memorial⁠(en)[traduceți] pentru ficțiune, premiul Believer Book⁠(en)[traduceți]. Pe 16 aprilie 2007, lui McCarthy i-a fost decernat Premiul Pulitzer pentru ficțiune.

## Legături externe
- en  Istoria publicării lucrării Drumul la Internet Speculative Fiction Database